# Dům Loimann
Dům Loimann je měšťanský dům na náměstí Krále Jiřího z Poděbrad (č. p. 12) v Chebu. Je pojmenován podle rodu Loimannů, holandských obchodníků z Austenu, kteří se ve městě usadili okolo roku 1700 a dům na této adrese zakoupili roku 1729.